# (33503) Dasilvaborges
(33503) Dasilvaborges é um asteroide da cintura principal. Possui uma excentricidade de 0.09226450 e uma inclinação de 2.89537º.
Este asteroide foi descoberto no dia 15 de abril de 1999 por LINEAR em Socorro.